# Dodonaea lobulata
Dodonaea lobulata är en kinesträdsväxtart som beskrevs av Ferdinand von Mueller. Dodonaea lobulata ingår i släktet Dodonaea och familjen kinesträdsväxter. Inga underarter finns listade i Catalogue of Life.